# Familialisme (politique)
Pour les articles homonymes, voir Familialisme.
 (avril 2022).
La mise en forme du texte ne suit pas les recommandations de Wikipédia : il faut le « wikifier ».
Les points d'amélioration suivants sont les cas les plus fréquents. Le détail des points à revoir est peut-être précisé sur la page de discussion.
- Les titres sont pré-formatés par le logiciel. Ils ne sont ni en capitales, ni en gras.
- Le texte ne doit pas être écrit en capitales (les noms de famille non plus), ni en gras, ni en italique, ni en « petit »…
- Le gras n'est utilisé que pour surligner le titre de l'article dans l'introduction, une seule fois.
- L'italique est rarement utilisé : mots en langue étrangère, titres d'œuvres, noms de bateaux, etc.
- Les citations ne sont pas en italique mais en corps de texte normal. Elles sont entourées par des guillemets français : « et ».
- Les listes à puces sont à éviter, des paragraphes rédigés étant largement préférés. Les tableaux sont à réserver à la présentation de données structurées (résultats, etc.).
- Les appels de note de bas de page (petits chiffres en exposant, introduits par l'outil «  Source ») sont à placer entre la fin de phrase et le point final[comme ça].
- Les liens internes (vers d'autres articles de Wikipédia) sont à choisir avec parcimonie. Créez des liens vers des articles approfondissant le sujet. Les termes génériques sans rapport avec le sujet sont à éviter, ainsi que les répétitions de liens vers un même terme.
- Les liens externes sont à placer uniquement dans une section « Liens externes », à la fin de l'article. Ces liens sont à choisir avec parcimonie suivant les règles définies. Si un lien sert de source à l'article, son insertion dans le texte est à faire par les notes de bas de page.
- La présentation des références doit suivre les conventions bibliographiques. Il est recommandé d'utiliser les modèles {{Ouvrage}}, {{Chapitre}}, {{Article}}, {{Lien web}} et/ou {{Bibliographie}}. Le mode d'édition visuel peut mettre en forme automatiquement les références.
- Insérer une infobox (cadre d'informations à droite) n'est pas obligatoire pour parachever la mise en page.

Pour une aide détaillée, merci de consulter Aide:Wikification.
Si vous pensez que ces points ont été résolus, vous pouvez retirer ce bandeau et améliorer la mise en forme d'un autre article.
« Le familialisme est une pensée qui fait de la famille un vecteur de dévolution des droits et de l’autorité politiques dans la société » Cette pensée est issue des thèses de Louis de Bonald, monarchiste catholique, et est continuée par les thèses de Frédéric Le Play. Elle place la famille comme cellule sociale de premier ordre et transpose cette idée dans d'autres sphères qu'elles soient politiques ou sociales.

## Définition
Il est nécessaire de bien définir la thèse familialiste afin de la distinguer des thèses natalistes. Rémi Lenoir, sépare un familialisme d'Église et un familialisme d'État. Le premier est caractérisé par sa fondation sur un ordre moral tandis que l'autre est uniquement rationaliste et démographique. En effet, ils défendent l'un et l'autre une politique familiale cependant les natalistes ont des ambitions démographiques et omettent toute conception morale de la famille, de la maternité et de l'enfance. De plus, ils se différencient également sur leurs rapports à l'état républicain, les natalistes sont majoritairement républicains, tandis que les familialistes ont une conception de la famille qui s'oppose à l'idée républicaine. Le familialisme s'oppose à l'individualisme hérité de la Déclaration des Droits de l'Homme et du Citoyen (1789).

## Histoire
Dans la seconde moitié du XIXe siècle, la thèse familialiste est reformulée par les adeptes du catholicisme social notamment René de la Tour du Pin, dans une logique corporatiste. En 1893 est instaurée le culte de la Sainte Famille par l'Église catholique.

### XXesiècle
Le début du XXe siècle marque l'enracinement du familialisme dans la Troisième République, cette idée est dès lors défendue par des catholiques et des athées ainsi que par des républicains et des monarchistes. L'abbé Lemire, est un défenseur du suffrage familial, un suffrage supplémentaire accordé lorsqu'une famille est formée (ménage plus enfants) ce suffrage n'est cependant pas adopté . Néanmoins l'après Première Guerre mondiale, sert le progrès des théories familialistes jusqu'à conquérir des parlementaires. Georges Pernot, sénateur du Doubs, fait appliquer le décret-loi du 29 juillet 1939 – dit Code de la famille. Ce code satisfait natalistes et familialistes, puisqu'il s'engage à lutter contre « des habitudes immorales qui détournent les êtres du foyer familial ».
Durant l'entre deux guerres des ligues nationalistes défendent cette thèses. Les Croix-de-Feu définissent la famille comme « la trame élémentaire de la collectivité sociale » et désirent défendre cette dernière qui ne cesse de se décomposer. Le 5 juin 1940, est créé le premier ministère de la Famille française dans le second gouvernement Paul Reynaud. Georges Pernot prend alors la tête de ce ministère. Le gouvernement de Vichy est partisan d'une politique familialiste. La famille est alors « l'assise même de l'édifice social »
Le Mouvement républicain populaire (MRP) porte des idées du corporatisme familial à la Constituante. En 1956, le Code de la famille et de l'aide sociale est créé.